# Microplocia kaszabi
Microplocia kaszabi är en skalbaggsart som beskrevs av Stefan von Breuning 1975. Microplocia kaszabi ingår i släktet Microplocia och familjen långhorningar. Inga underarter finns listade i Catalogue of Life.